# Форано
Форано (італ. Forano) — муніципалітет в Італії, у регіоні Лаціо,  провінція Рієті.
Форано розташоване на відстані близько 50 км на північ від Рима, 25 км на південний захід від Рієті.
Населення — 3169 осіб (2014).
Щорічний фестиваль відбувається 3 лютого. Покровитель — святий Власій.

## Демографія
Населення за роками:

Станом на 1 січня 2023 року в муніципалітеті офіційно проживав 461 іноземець з 41 країни, серед них 182 громадяни країн Євросоюзу та 24 громадяни України.

## Сусідні муніципалітети
- Канталупо-ін-Сабіна
- Філаччано
- Поджо-Катіно
- Поджо-Міртето
- Понцано-Романо
- Сельчі
- Стімільяно
- Тарано